# Сорбара, Мартина
Марти́на Сорба́ра (фр. Martina Sorbara; 13 ноября 1978, Вон, Онтарио, Канада) — канадская певица и автор песен.

## Биография
Её отец — Грег Сорбара, парламентарий с большим стажем и бывший министр финансов провинции Онтарио от Либеральной партии.
В 2005—2016 годы Мартина была замужем за музыкантом Дэном Кёрцем. В настоящее время Сорбара встречается с шеф-поваром Кори Витьелло, от которого у неё есть ребёнок (род. в сентябре 2018).

## Карьера
Свой дебютный альбом, называвшийся The Cure for Bad Deeds, Мартина записала на частной студии в 2000 году. Расширенная версия альбома была издана студией MapleMusic Recordings в 2002 году. Телеканал MuchMoreMusic крутил клип на одну из песен единственного сингла Мартины с этого альбома — «Bonnie & Clyde II», эта же песня вошла в сборник Women & Songs.
Мартина спела рождественскую песню «It's the Most Wonderful Time of the Year» на сборнике, вышедшем на лейбле Nettwerk — Maybe This Christmas Too. В 2003 году её песня «Spinning Around The Sun» («Вокруг солнца») вошла в саундтрек к фильму «Городские девчонки». Ремейк песни Мартины «Withered On The Vine» вошёл в сборники From The Girls, выпущенные теми же Nettwerk.
В 2005 году на официальном сайте Мартины Сорбара появилось объявление, что она закрывает свой сольный проект и будет работать с группой Dragonette, с которой она сотрудничает по настоящее время (другой участник группы — муж Мартины Дэн Кёрц).
В 2006 году Мартина (под псевдонимом Мартина Бэнг) участвовала в записи сингла группы Basement Jaxx под названием «Take Me Back to Your House» и снялась в одноимённом клипе. Песня «Take Me Back to Your House», соавтором которой является Мартина, вошла в альбом группы Crazy Itch Radio.
Голос Мартины звучит в песне Мартина Сольвейга «Hello», достигшей первого места в Австрии, Бельгии, Чехии и Голландии, а также попавшей в Тор-10 в десяти странах. Песня также стала лидером американского хит-парада Hot Dance Club Songs в феврале 2011 года. После этого она заняла 46-е место в Billboard Hot 100 в апреле 2011 года, став первым творением Сольвейга и Dragonette, попавшим в данный чарт. Композиция получила золотой статус от Американской ассоциации звукозаписывающих компаний (RIAA) за тираж более 500 000 копий.